# Giro de Lombardía 2002
El Giro de Lombardía 2002, la 96.ª edición de esta clásica ciclista, se disputó el 19 de octubre de 2002, con un recorrido de 251 km entre Varese y Bérgamo. Michele Bartoli consiguió el primero de sus dos títulos en esta carrera. El italiano Giuliano Figueras y el suizo Oscar Camenzind acabaron segundo y tercero respectivamente.

## Clasificación final
| Posición | Ciclista             | Equipo                 | Tiempo     |
| -------- | -------------------- | ---------------------- | ---------- |
| 1        | Michele Bartoli      | Fassa Bortolo          | 6h 14' 49" |
| 2        | Davide Rebellin      | Team Gerolsteiner      | m. t.      |
| 3        | Oscar Camenzind      | Phonak Hearing Systems | m. t.      |
| 4        | Marco Serpellini     | Lampre-Daikin          | m. t.      |
| 5        | Francesco Casagrande | Fassa Bortolo          | m. t.      |
| 6        | Michael Boogerd      | Rabobank               | m. t.      |
| 7        | Pablo Lastras        | iBanesto.com           | m. t.      |
| 8        | Joseba Beloki        | ONCE-Eroski            | m. t.      |
| 9        | Dario Frigo          | Tacconi Sport-Emmegi   | m. t.      |
| 10       | Francisco Mancebo    | iBanesto.com           | m. t.      |